# La Crosse Bobcats
Los La Crosse Bobcats fueron una franquicia de baloncesto estadounidense que jugó en la Continental Basketball Association entre 1984 y 2001. Su última sede fue la ciudad de La Crosse, en el estado de Wisconsin.

## Historia
Es una de las franquicias más viajeras de la historia, ya que en sus 18 años de exiastencia pasó por 6 ciudades diferentes de Estados Unidos y Canadá. Fue fundada en 1983 en Toronto con el nombre de Toronto Tornados, mudándose al año siguiente a Pensacola, Florida, pasando a denominarse Pensacola Tornados. En 1986 se convirtieron en los Jacksonville Jets al trasladarse a Jacksonville, donde apenas jugaron unos meses, ya que en mitad de la competición se marcharon a Biloxi, pasando a denominarse Mississippi Jets.
Tras dos años en Misisipi el equipo se mudó nuevamente, esta vez a Wichita Falls, Texas, pasando a llamarse Wichita Falls Texans, donde permanecerían 6 temporadas, las más exitosas de la franquicia, ya que en 1991 consiguieron su único título de la CBA.
En 1995 se trasladan a Chicago, convirtiéndose en los Chicago Rockers, y dos años después definitivamente a La Crosse, Wisconsin, donde toman el relevo de otra franquicia desaparecida, los La Crosse Catbirds, que habían jugado en la CBA entre 1985 y 1994.
En 2001, año en que se suspende temporalmente la CBA, el equipo desaparece definitivamente.

## Temporadas
| Temporada | Liga | Denominación                   | P  | G  | P  | %    | Posición          | Rival             |
| --------- | ---- | ------------------------------ | -- | -- | -- | ---- | ----------------- | ----------------- |
| 1983-84   | CBA  | Toronto Tornados               | 44 | 16 | 28 | .364 | 11º               |                   |
| 1984-85   | CBA  | Toronto Tornados               | 53 | 28 | 25 | .528 | 6º                |                   |
| 1985-86   | CBA  | Pensacola Tornados             | 48 | 15 | 33 | .313 | 14º               | -                 |
| 1986-87   | CBA  | Jacksonville/ Mississippi Jets | 52 | 26 | 26 | .500 | 6º                |                   |
| 1987-88   | CBA  | Mississippi Jets               | 59 | 26 | 33 | .441 | 7º                |                   |
| 1988-89   | CBA  | Wichita Falls Texans           | 64 | 27 | 37 | .422 | 4º                |                   |
| 1989-90   | CBA  | Wichita Falls Texans           | 56 | 16 | 40 | .286 | 15º               |                   |
| 1990-91   | CBA  | Wichita Falls Texans           | 73 | 43 | 30 | .589 | Campeón de la CBA | Quad City Thunder |
| 1991-92   | CBA  | Wichita Falls Texans           | 61 | 30 | 31 | .492 | 6º                |                   |
| 1992-93   | CBA  | Wichita Falls Texans           | 61 | 36 | 25 | .590 | 6º                |                   |
| 1993-94   | CBA  | Wichita Falls Texans           | 61 | 28 | 33 | .459 | 8º                |                   |
| 1994-95   | CBA  | Chicago Rockers                | 64 | 31 | 33 | .484 | 4º                |                   |
| 1995-96   | CBA  | Chicago Rockers                | 56 | 26 | 30 | .464 | 9º                |                   |
| 1996-97   | CBA  | La Crosse Bobcats              | 56 | 19 | 37 | .339 | 11º               |                   |
| 1997-98   | CBA  | La Crosse Bobcats              | 59 | 25 | 34 | .424 | 8º                |                   |
| 1998-99   | CBA  | La Crosse Bobcats              | 56 | 21 | 35 | .375 | 9º                |                   |
| 1999-00   | CBA  | La Crosse Bobcats              | 59 | 23 | 36 | .390 | Finalista         | Yakima Sun Kings  |
| 2000-01   | CBA  | La Crosse Bobcats              | 23 | 9  | 14 | .391 | 7º                |                   |